# Pteronymia pronuba
Pteronymia pronuba är en fjärilsart som beskrevs av William Chapman Hewitson 1870. Pteronymia pronuba ingår i släktet Pteronymia och familjen praktfjärilar. Inga underarter finns listade.